# Braunschweigs voetbalkampioenschap 1917/18
In 1917/18 werd het twaalfde Braunschweigs voetbalkampioenschap gespeeld, dat georganiseerd werd door de Noord-Duitse voetbalbond. Eintracht Braunschweig werd kampioen, er werd geen verdere eindronde gespeeld. 

## Eindstand
| Plaats | Club                            | Wed. | W | G | V | Saldo | Ptn  |
| ------ | ------------------------------- | ---- | - | - | - | ----- | ---- |
| 1.     | FC Eintracht Braunschweig       | 8    | 6 | 1 | 1 | 24:12 | 13:3 |
| 2.     | Peiner SV Merkur/Komet          | 8    | 3 | 2 | 3 | 16:10 | 8:8  |
| 3.     | FC Germania Wolfenbüttel        | 8    | 3 | 1 | 4 | 20:16 | 7:9  |
| 4.     | SV 07 Braunschweig              | 8    | 3 | 1 | 4 | 11:24 | 7:9  |
| 5.     | FC Sportfreunde 04 Braunschweig | 8    | 2 | 1 | 5 | 12:21 | 5:11 |

|  | Kampioen |